# Dom za miastem
Dom za miastem – dwupłytowy album koncertowy (CD + DVD) Janusza Radka, zawierający nagranie recitalu pod tym samym tytułem.
Oficjalna premiera recitalu odbyła się 3 marca 2006 r. w Teatrze Piosenki we Wrocławiu. Rejestracji dokonano w kwietniu 2010 r. w Teatrze Rozrywki w Chorzowie. Płyta ukazała się dzięki staraniom fanów – wyprodukowało ją Dolnośląskie Stowarzyszenie Artystyczne. Album jest sprzedawany podczas koncertów i wysyłkowo przez wydawcę.
Autorem wszystkich kompozycji jest Janusz Radek. Teksty napisali Janusz Radek, Robert Kasprzycki oraz Halina Poświatowska.

## Lista utworów
1. „Wioskowy” (tekst: Janusz Radek)
2. „Dom za miastem” (tekst: Robert Kasprzycki, Janusz Radek)
3. „Mateusz” (tekst: Janusz Radek)
4. „Tango” (tekst: Robert Kasprzycki)
5. „Stacja Raj” (tekst: Robert Kasprzycki)
6. „Kolorowy anioł” (tekst: Janusz Radek)
7. „Casino Royal” (tekst: Robert Kasprzycki, Janusz Radek)
8. „Mr. Lucyfery” (tekst: Janusz Radek)
9. „Sam se leć” (tekst: Janusz Radek)
10. „Deszczowy” (tekst: Robert Kasprzycki)
11. „Tam gdzie cisza” (tekst: Robert Kasprzycki)
12. „Nasza rzeka” (tekst: Janusz Radek)
13. „Halina P.” (tekst: Halina Poświatowska)
14. „Kronika kulturalna” (tekst: Janusz Radek)
15. „Sheila” (tekst: Halina Poświatowska)

## Twórcy
- Janusz Radek – wokal
- Paweł Piątek – instrumenty klawiszowe, aranżacja
- Dariusz Bafeltowski – gitary
- Marek Buchowicz – gitara basowa
- Sławomir Berny – perkusja, instrumenty perkusyjne
- Jacek Papis – reżyseria